# Sam Tingle
Samuel Tingle était un pilote automobile rhodésien puis zimbabwéen, né le 24 août 1921 à Manchester (Royaume-Uni) et mort le 19 décembre 2008 au Cap (Afrique du Sud).
Il a participé à cinq épreuves du Championnat du monde de Formule 1, toutes au Grand Prix d'Afrique du Sud, mais n'a jamais marqué de point au championnat des pilotes. Il a également participé à onze épreuves hors-championnat de 1961 à 1966 et a fini quatrième au Grand Prix du Rand en 1966.

## Biographie
Tingle prend part, dès 1960, à l'aventure de son ami Doug Serrurier en pilotant ses monoplaces LDS dans le championnat d'Afrique du Sud de Formule 1 où il finit deux fois vice-champion en 1966 et 1967. Son plus rude adversaire de l'époque est John Love, l'autre pilote rhodésien ayant pris part au championnat du monde de Formule 1, pour qui il court de 1968 à 1969 finissant encore une fois vice-champion d'Afrique du Sud de Formule 1 1969.
Il met un terme à sa carrière de pilote en 1970.

## Résultats en championnat du monde de Formule 1
| Saison | Écurie           | Châssis      | Moteur                | Pneus     | GP disputé     | Résultat | Points | Classement au championnat |
| ------ | ---------------- | ------------ | --------------------- | --------- | -------------- | -------- | ------ | ------------------------- |
| 1963   | Sam Tingle - LDS | LDS Mk1      | Alfa Romeo 4 en ligne | Dunlop    | Afrique du Sud | Abandon  | 0      | n.c.                      |
| 1965   | Sam Tingle - LDS | LDS Mk2      | Alfa Romeo 4 en ligne | Dunlop    | Afrique du Sud | 13e      | 0      | 25e                       |
| 1967   | Sam Tingle - LDS | LDS Mk3B     | Climax 4 en ligne     | Firestone | Afrique du Sud | Abandon  | 0      | n.c.                      |
| 1968   | Team Gunston     | LDS Mk3B     | Repco V8              | Firestone | Afrique du Sud | Abandon  | 0      | n.c.                      |
| 1969   | Team Gunston     | Brabham BT24 | Repco V8              | Firestone | Afrique du Sud | 8e       | 0      | 20e                       |